# 1189
1189 (MCLXXXIX) var ett normalår som började en söndag i den julianska kalendern.

## Händelser

### Våren
- Våren – De angripare, som anföll Novgorod året innan, besegras grundligt av novgoroderna.

### September
- 3 september – Sedan Henrik II har avlidit den 6 juli efterträds han som kung av England av sin son Rikard I Lejonhjärta.

### Okänt datum
- Erik den heliges dotter Margareta gifter sig med kung Sverre Sigurdsson av Norge.
- Staden Kassel får stadsrättigheter.
- London får egen förvaltning (Lord Mayor och Aldermen).

## Födda
- Grzymislawa av Luck, hertiginna av Polen.
- Skule Bårdsson, norsk jarl och adelsman.

## Avlidna
- 6 juli – Henrik II, kung av England sedan 1154.